# اورتون جیووانیلا
اورتون جیووانیلا (به پرتغالی: Everton Giovanella) هافبک اهل برزیل است که در شهر کاشیاس دو سو و در تاریخ ۱۳ سپتامبر ۱۹۷۰ به دنیا آمده‌است.
اورتون جیووانیلا در تیم‌های فوتبال Lajeadense سابقهٔ حضور دارد.